# Burg Onolzheim
Die Burg Onolzheim, auch Burgschel genannt, ist eine abgegangene Turmhügelburg (Motte) in der Flur Neuer See, etwa zwei Kilometer westlich des Crailsheimer Stadtteils Onolzheim im Landkreis Schwäbisch Hall in Baden-Württemberg.
Die Burg war möglicherweise Sitz der 1284 bis 1420 erwähnten Herren von Onolzheim, die flügelauische, hohenlohische und schließlich ansbachische Ministeriale waren.
Von der ehemaligen Burganlage sind noch Wall- und Grabenreste erhalten.